# Susan Peters
Suzanne Carnahan, later bekend als Susan Peters (Spokane, 3 juli 1921 — Visalia, 23 oktober 1952) was een Amerikaans Oscargenomineerde actrice.
Peters kreeg in eerste instantie een contract bij Universal Pictures. Haar ouders waren hier echter niet tevreden mee, aangezien ze nog op de middelbare school zat. Toen ze haar schooldiploma gehaald had, kreeg ze een contract bij Metro-Goldwyn-Mayer. Aan het begin van haar loopbaan bij MGM was haar taak om een geïnterviewd persoon te ondersteunen bij een screen test.
Maar al snel zou Peters ook in films spelen. Aan het begin van haar carrière speelde ze kleine en ongenoemde rollen in films. Na een bijrol in Tish (1942) zag de studio echter een potentiële ster in haar. Peters werd tegenover Ronald Colman en Greer Garson gecast in Random Harvest. De film werd aan het einde van 1942 uitgebracht en werd een groot succes. Peters werd genomineerd voor een Academy Award voor Beste Vrouwelijke Bijrol, maar verloor van Teresa Wright in Mrs. Miniver (1942).
MGM was onder de indruk van haar en besloot haar hoofdrollen te geven in films die op kleine schaal werden uitgebracht. Zo kreeg ze alle lof voor Song of Russia (1943). De film zou echter geen commercieel succes worden. In 1944 werd ze genoemd in de top 10-lijst van acteurs die in sterren zijn veranderd. Andere genoemden zijn Esther Williams, Laraine Day, Kathryn Grayson, Van Johnson, Margaret O'Brien, Ginny Simms, Robert Walker, Gene Kelly en George Murphy.
In 1945 ging Peters met haar echtgenoot Richard Quine op vakantie om te jagen, toen er plotseling een trekker afging en Peters werd geraakt. Het incident resulteerde erin dat Peters verlamd raakte. Ze belandde in een rolstoel, maar weigerde haar filmcarrière op te geven. MGM wist met veel moeite rollen te zoeken waar Peters geschikt voor zou zijn. Haar latere films zouden echter geen succes worden. Ook een hoofdrol in de televisieserie Miss Susan wist haar carrière niet te redden.
Aan zowel haar carrière als huwelijk zou aan het einde van de jaren 40 een einde komen. Peters werd depressief en haar gezondheid begon er op achteruit te gaan. In 1952 stierf ze op 31-jarige leeftijd aan een nierziekte en longontsteking, veroorzaakt door anorexia nervosa.

## Filmografie
- Biblioteca Nacional de España: XX4913422
- Gemeinsame Normdatei: 1195660537
- International Standard Name Identifier: 0000 0000 7730 0264
- Library of Congress Control Number: n2002127330
- Virtual International Authority File: 46130276
- WorldCat: E39PBJdx7qGCm6Vb3K6Hjchyh3